# Céphise (Béotie)
Pour les articles homonymes, voir Céphise.
Le Céphise ou Khèphisos, en grec ancien et grec moderne : Κηφισός, (autrefois Mavronero) est un fleuve de Grèce coulant en Phocide et en Béotie.
Qualifié de « divin », ses sources se trouvent sur le territoire de l’ancienne cité de Lilée, Λίλαια, en Phocide, de nos jours à Paleókastro. Il draine le bassin d'Amphiclée et d'Élatée. Il se jetait autrefois dans le lac Copaïs ; depuis l'assèchement de ce dernier à la fin du XIXe siècle un canal artificiel conduit ses eaux dans le lac Yliki. La rivière Hercyna, qui traverse Livadiá, est l'un de ses affluents.
Au Ve siècle av. J.-C., se trouvaient sur ses rives les villes de Drymos, Charadra, Érochos, Téthronium, Amphiclée, Néon, Pédiées, Tritées, Élatée, Hyampolis, Parapotamies et Abes. Ce serait près de ce fleuve que se seraient rendus Deucalion et Pyrrha au temple de Thémis.